# 临县陕甘宁晋绥联防军指挥部旧址
临县陕甘宁晋绥联防军指挥部旧址，位于山西省吕梁市临县林家坪镇沙垣村，是一处中华人民共和国全国重点文物保护单位，近现代重要史迹及代表性建筑类，年代为民国三十六年（1947年）。

## 保护
2016年6月6日，陕甘宁晋绥联防军旧址公布为第五批山西省文物保护单位，编号5-145。2019年10月7日，临县陕甘宁晋绥联防军指挥部旧址公布为第八批，编号8-0535-5-019，近现代重要史迹及代表性建筑，年代为1940～1949年。